# 廖桂芳
廖桂芳（2001年10月5日—），中国女子举重运动员，2019年世界青年举重锦标赛女子64公斤级金牌得主、2023年亚洲举重锦标赛女子71公斤级金牌得主、2023年世界举重锦标赛女子71公斤级金牌得主。